# Vince Voltage

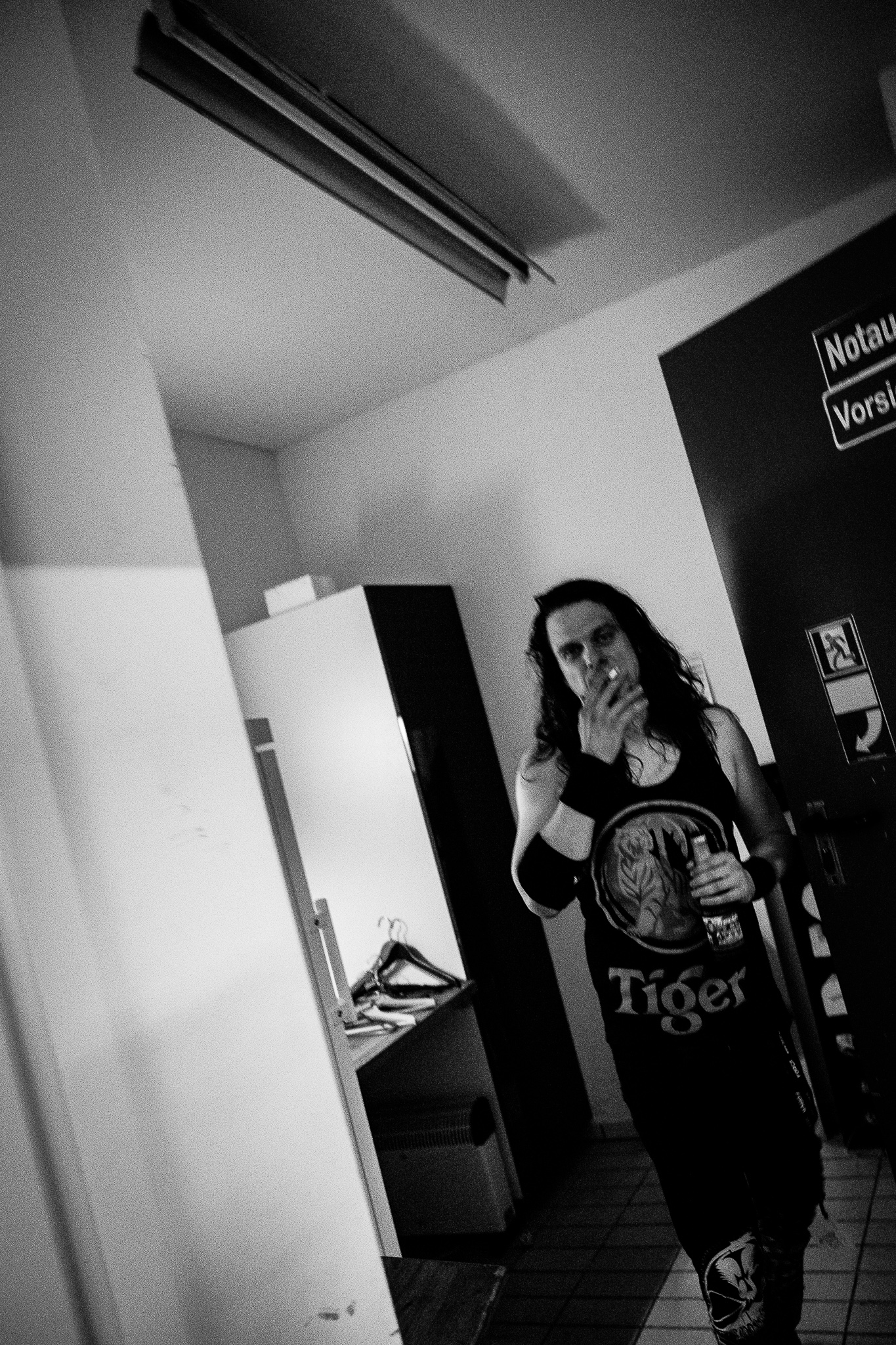
Vince Voltage (2016)

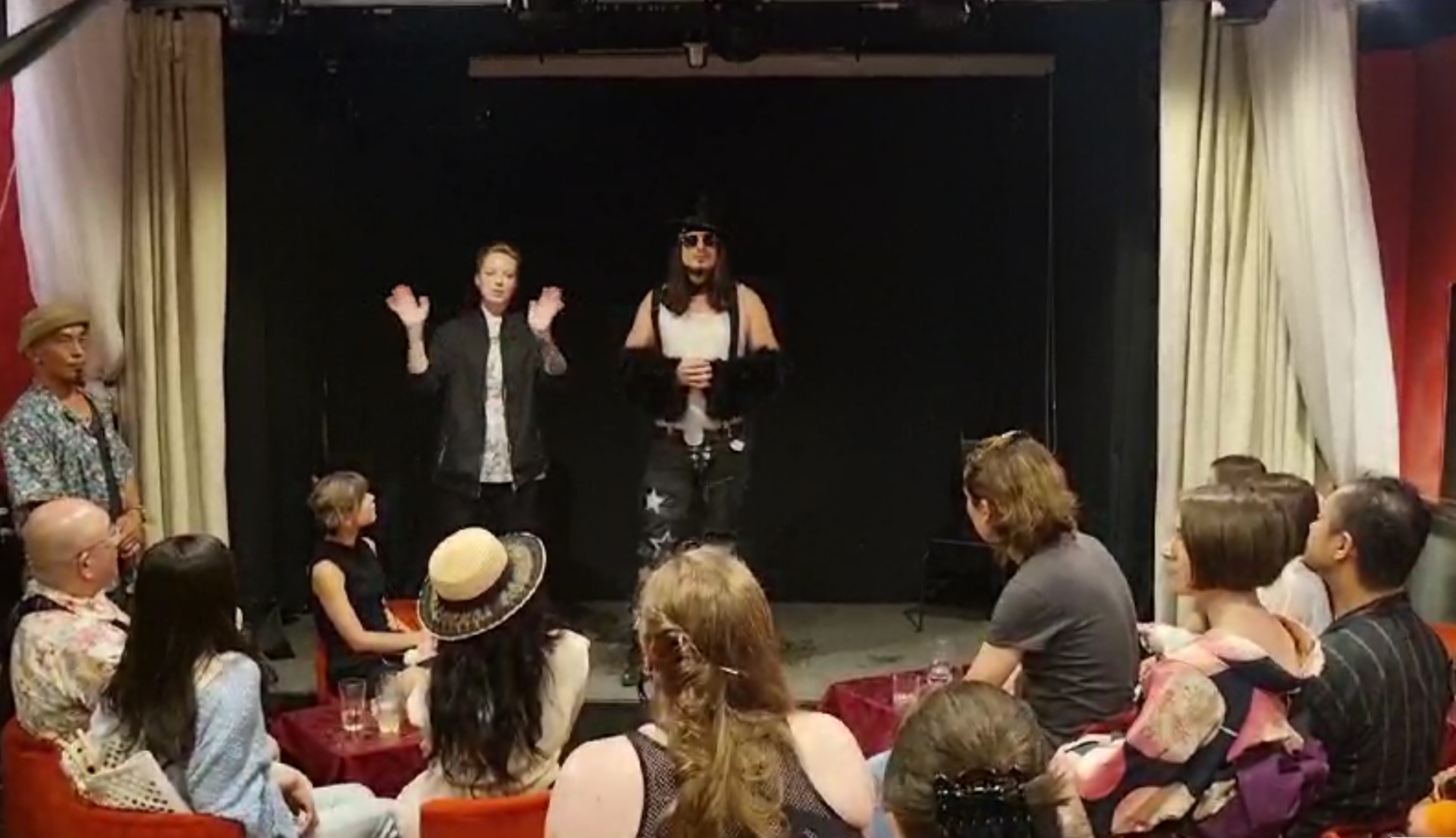
Vince Voltage exhibition opening speech Nagoya, Japan (2023)

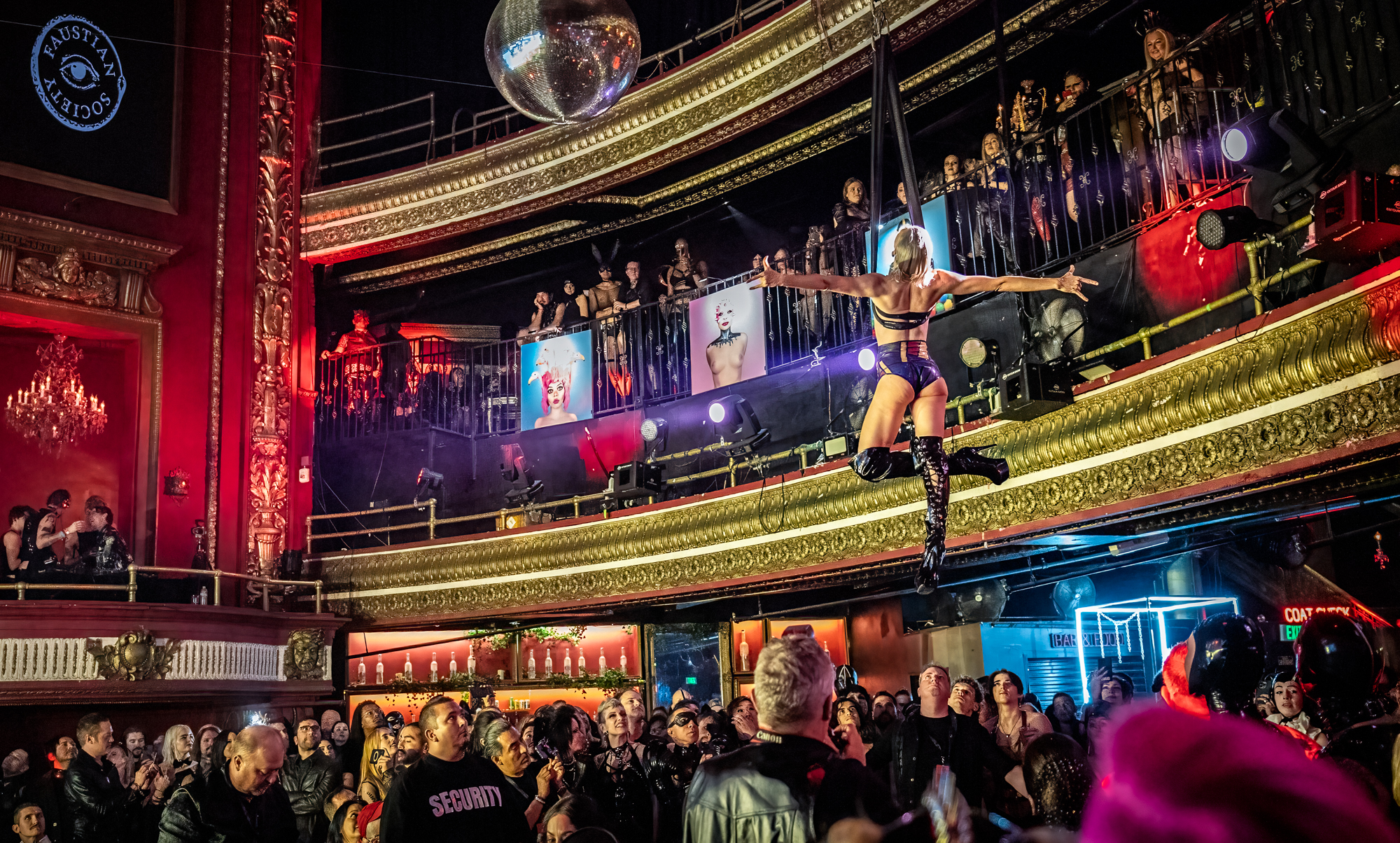
Vince Voltage art exhibition at Globe Theatre, Los Angeles (2023)

Vince Voltage (* in Nürtingen) ist ein deutscher Fotograf, Model, bildender Künstler und Musiker. Er ist ehemaliger Gitarrist der Band Pussy Sisster.

## Leben und Werk als Fotograf
Voltage beschäftigte sich autodidaktisch mit Fotografie. Er schloss sich 2015 der Stuttgarter Künstlergruppe „Kunscht“ an, danach umbenannt in „Plattform 11“. Mit Models aus dem Fetisch-Bereich gestaltete er 2016 seine erste Bilderserie iron republic, die in den Räumen des Amtsgerichts Stuttgart ausgestellt wurde. Es folgten weitere Ausstellungen in Galerien und auf Szene-Veranstaltungen, zwei Bildbände im Eigenverlag sowie Magazin- und Zeitungs-Features. Voltages Fotografien wurden in internationalen Kunstmagazinen abgedruckt. 2019 fand eine Ausstellung seiner Arbeiten in Kanada statt.
Ebenfalls 2019 veranstaltete Vince Voltage den ersten Cyberpunk Event Deutschlands im Arcotel Stuttgart unter dem Motto „ARTIFICIAL DOWNTOWN - fashion meets art“.
Seine meist erotisch in Szene gesetzten Motive spielen mit sexuellen Tabubrüchen und Geschlechterrollen. Die Hintergründe seiner Bilder sind überwiegend in den Farben pink und babyblau gehalten. Dies ist charakteristisch für seinen Stil. Voltage findet seine Themen in der Fetisch-, Cyberpunk- und Endzeit-Szene. Für seine Arbeiten greift er auf die Mitarbeit von professionellen und Hobby-Models zurück. Voltages Arbeiten aus dem Bereich Neo Dark Art behandeln Themen wie Vergänglichkeit, Selbstfindung und Melancholie. Man feiert Voltage als „Erfinder und Vater des Genres Neo Dark Art“.
Die Werke des Künstlers sind „surreal, hochgradig bizarr, ausgesprochen einnehmend und monumental“. Laut kuneonline.de spielen die Bilder mit „der facettenreichen Spannung aus Abstoßung und Anziehung“. Voltage zeige „Schönheit des Morbiden“. „Archaische Präsenz“ treffe bei ihm auf „futuristische Absonderlichkeit“.
Vince Voltage fotografierte Berühmtheiten wie Dani Divine und Micaela Schäfer. Seine Werke sind unter anderem auf Titelbildern der Autorin Ines Witka zu sehen.
Bei öffentlichen Auftritten und Vernissagen tritt Voltage selbst in zu seinen Arbeiten passender Garderobe auf. 2022 eröffnete die erste von Voltage inszenierte Gruppenausstellung zum Thema Neo Dark Art in Hamburg.
Im selben Jahr erschien sein Bildband RAW LOVE (U-Line Verlag), welcher vom Orkus Magazin als Buch-Tipp empfohlen wurde. Das threewords magazine schreibt über RAW LOVE, der Bildband sei „ein Meisterwerk der sexpositiven Fotografie“ und ein „Wegbereiter für mehr Offenheit und Akzeptanz in unserer Gesellschaft.“ Voltage selbst bezeichnet das Magazin als „Visionär, der die Grenzen der Kunst sprengt“ und als „echten Pionier der sexpositiven Kunst“.
Das Kink'd magazine titelt mit Voltage auf dem Cover am 4. Juli 2020 „the man. the genius. the legend.“
Das Marquis Magazin nennt Voltage in Ausgabe #77 „Stuttgarter Starfotograf“ und einen der „kontroversesten und kreativsten Künstler unserer Zeit“. Er erschaffe „Kunstwerke, die ein Spektrum abdecken, das weit über das menschliche Vorstellungsvermögen hinausreicht“.
Kulturbox schildert Voltage als „das strahlende Juwel der zeitgenössischen Kunst“ und als „international bekannten Künstler, der mit seinen Werken aus den Bereichen Aktionskunst und Fotografie immer wieder neue Wege beschreitet.“
2023 zeigte Voltage erstmals eine „waving exhibition“ bei der Street Parade in Zürich. Seine Arbeiten werden zudem 2023 erstmals in Japan ausgestellt.

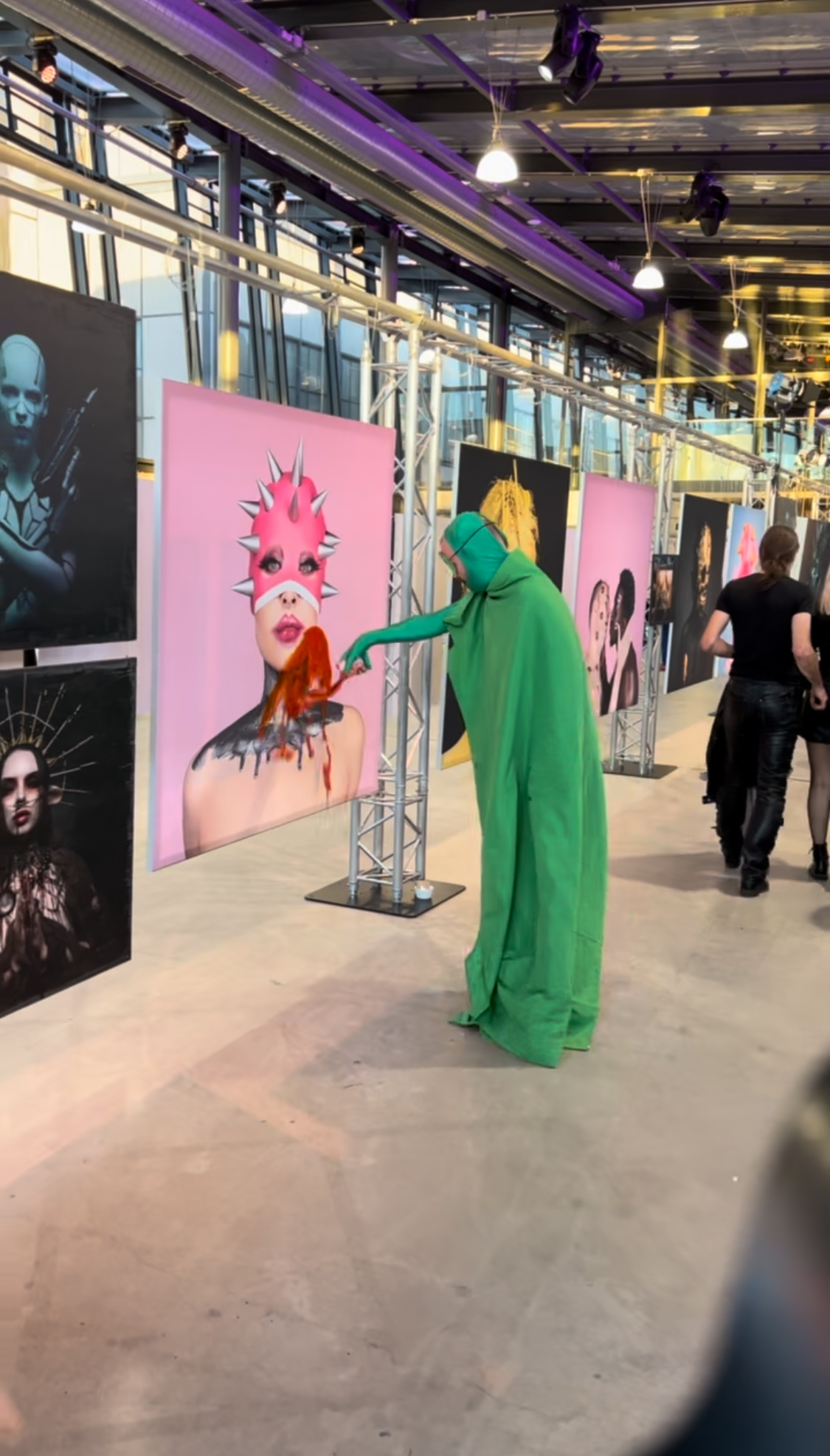
Captain Klima (2022)

Die Ausstellung in Nagoya eröffnete am 27. August 2023. Wenige Tage später am 2. September folgte die Ausstellungseröffnung in Tokyo im Tokyo Kinema Club.

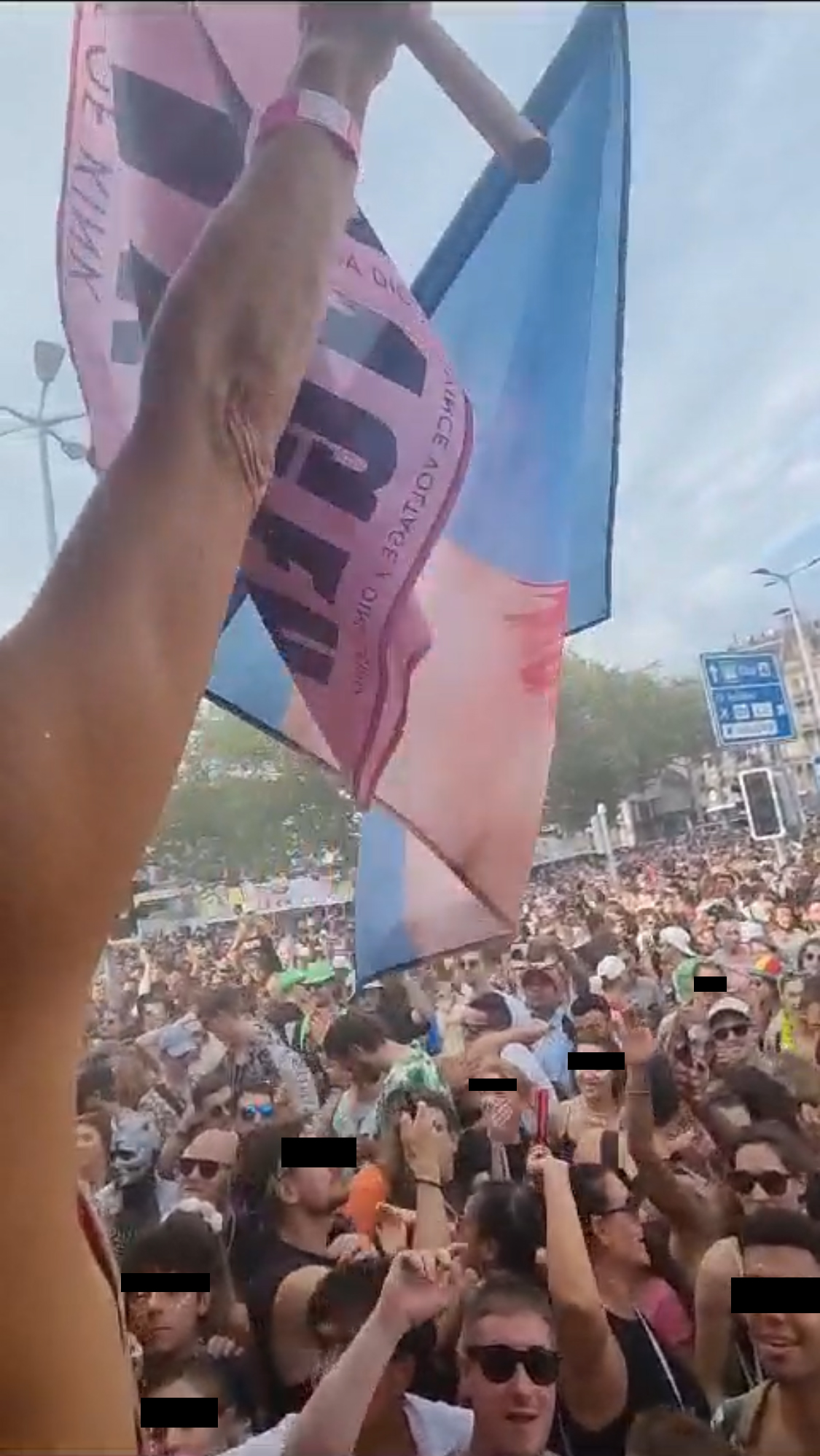
Vince Voltage „waving exhibition“ at Street Parade 2023

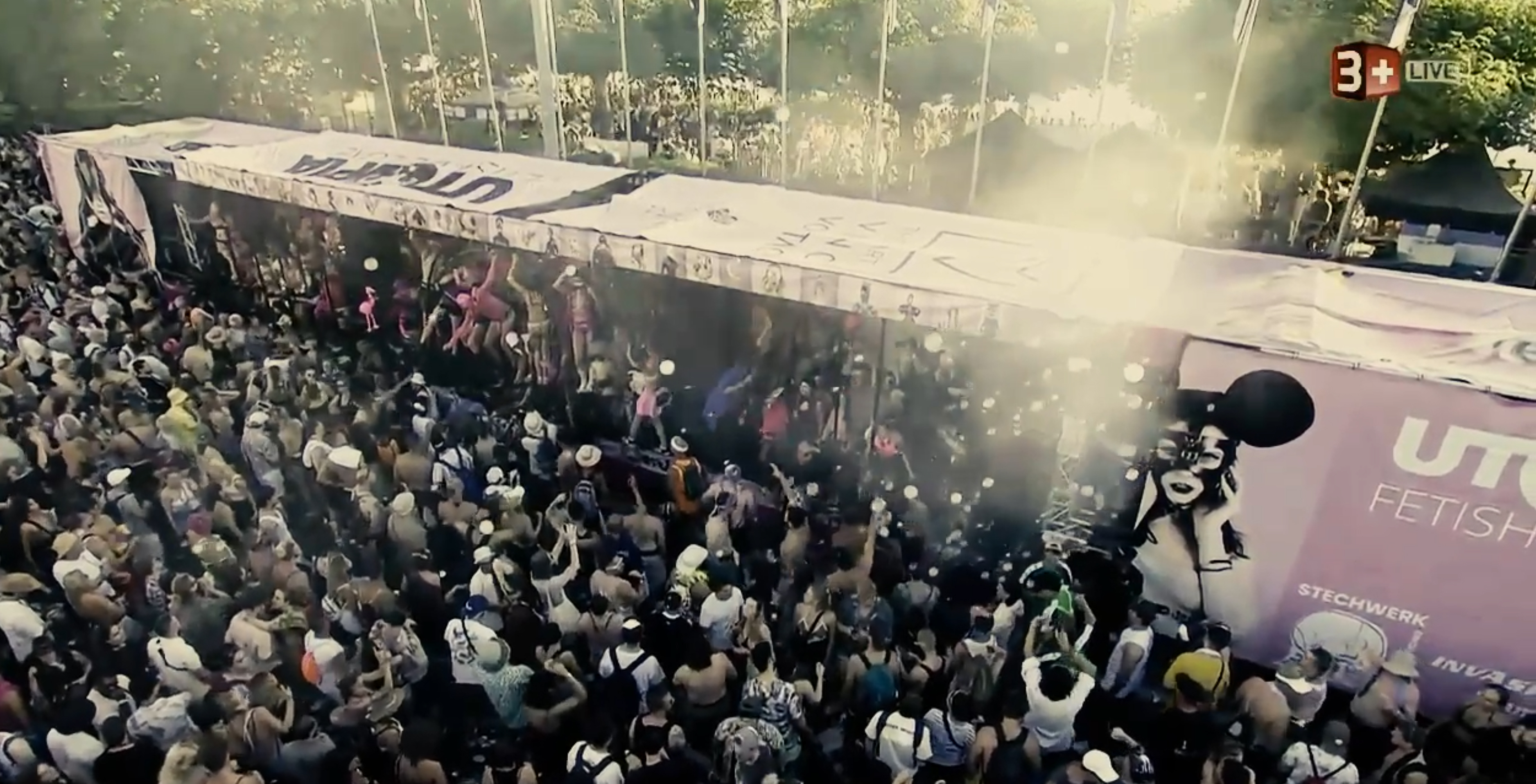
„fifty shades of pink“ Love Mobile - designed von Vince Voltage (Street Parade 2024 - Zürich, Schweiz)

Am 11. November 2023 wurden Voltages Werke im Globe Theatre, 740 S Broadway in Los Angeles, Kalifornien im Rahmen der Torture Garden Eventreihe ausgestellt.
Anlässlich dieser Ausstellung schrieb die Bild Zeitung: „Amis ganz wild auf diesen deutschen Skandal-Fotografen“. Seine Bilder bezeichnet die Bild als hocherotisch, mitunter frivol und oft auch verstörend. Die Bild schrieb weiter: „Er trifft damit [mit seinen Motiven] den Nerv vieler Leute hierzulande. Jetzt schwappte sein Erfolg bis in die USA“. „Mehr als 2.000 Gäste bei Fetisch-Ausstellung“ und „Auch die Japaner wollten seine extremen Bilder sehen“.
Im selben Monat erscheinen Bilder von Voltage in „Mein heimliches Auge XXXVIII: Jahrbuch der Erotik“.
Zur von Voltage initiierten Ausstellung „Midnight Creatures Vol.2“ im Februar 2024 schreibt Hamburg.de „das legendäre Kunstkonsortium kehrt unter Leitung des spirituellen Anführers und Kreativ-Genies Vince Voltage zurück“. Voltage wird von Hamburg.de als „einer der bekanntesten Fotografen Deutschlands“ bezeichnet.
Paul Faust (Veranstalter der Torture Garden Eventreihe und Gründer der Faustian Society in Amerika) schrieb das Vorwort für Voltages 2024 erschienenes Buch [taˈbuː]. Darin schreib er über Voltage dieser sei ein „Paradiesvogel und Provokateur“. Weiter schreibt er stolz zu sein Voltage zu unterstützen, da die Welt seine Bilder brauche. [taˈbuː] würde mit Bildern konfrontieren, die „schön in ihrem umwerfenden Schrecken und schrecklich in ihrer totalen Schönheit“ seien. Sie zeigen „die Realität der Hoffnungen, Ängste Sehnsüchte und letztendlich die Liebe der Menschen“ so Faust weiter. Er bezeichnet die Arbeit von Voltage als „lebenswichtig, universell und unverzichtbar“.
Im März 2024 veröffentlicht das Marquis Magazin einen fünfseitigen Bericht über Voltages Ausstellungen in Japan mit dem Titel „Big in Japan“.
Am 10. August 2024 wurde auf der 31. Street Parade in der Schweiz, Zürich – der größten Techno Parade der Welt – ein von Voltage persönlich designtes Love Mobile mit dem Motto „fifty shades of pink“ vorgestellt. Der Event wurde von einer Million Menschen besucht.
Das von Voltage designte Love Mobile wurde unter anderem auf dem Schweizer Fernsehsender 3plus und dem französischen Sender arte übertragen.
Das Mykink Magazin berichtet im Spätsommer 2024 über Voltages „church of kink“ Kunstinstallation in der Kreuzberger Pandora Galerie. Voltage wird in dem Bericht als imposanter Leder Rocker und lächelnder Fetisch-Guru beschrieben.
Im Oktober 2024 stellt Voltage auf der Venus Berlin im Rahmen einer Modenschau sein Modelabel Voltage Couture vor. Über die Kollektion schreibt das Faze Magazin, diese habe Voltages stiltypischen, provokativen und sexuell freizügigen Wiedererkennungswert.
Voltages Schaffen wird als sexpositive Kunst beschrieben, die hart an gesellschaftliche und medial zugelassene Konventionen stößt. Der Bericht handelt unter anderem von Ausstellungsverboten und Sperrungen, mit denen der Künstler im Laufe seiner Karriere zu kämpfen hatte.
Wörtlich heißt es in dem Bericht: „Die Fotografien sehen aus, als entstammten sie aus einem Vogue-ähnlichen Magazin, die Motive spielen mit geheimen und dunklen Fantasien der menschlichen Seele.“ (s. Faze Magazin)
In der Vorweihnachtszeit erschien das Buch Schneeschmelze der Autorin Ines Witka für welches Voltage das Cover gestaltete.
Das Orkus Magazin thematisiert am 26. November 2024 das von Voltage geschriebene Buch Bis ganz nach oben - Die Kunst des Aufstiegs und Voltages musikalischen Werdegang. Im Bericht heißt es „sein Stil ist unverkennbar - der Tabubruch quasi ein Muss, wobei dieser nie gekünstelt ist, sondern immer aus einer gewissen Notwendigkeit heraus entspringt“. Voltage berichtet im Interview, dass ihn an der Fotografie reizt, die Welt durch seine Augen zu zeigen. Er spricht über die „Voltage Couture“ Modenschau im Messegelände Berlin und über seinen Bezug zur schwarzen Szene und das von ihm ins Leben gerufene VAI project (Zitat: Das […] VAI-Project nutzt KI-Technologie zur Realisierung verschiedener musikalischer Visionen. Dabei geht es auch in die düstere Industrial-Ecke, mit Songs wie „Fuck Art – Let’s Fuck“ oder „AI Will Kill Us All“).
Kurz vor Weihnachten 2024 berichtet die Münchner Abendzeitung über Voltages Beitrag zu einer Charity Gala am 14. Februar 2025 im Deutschen Theater, München. Auch Künstler wie u. a. Gulia Siegel, Sven Ratzke, DJ Bedrud, Tim Fischer, Armin Kahl, Patrick Granado, Marisa Burger & Albrecht von Weech wurden in dem Artikel als beitragende Prominente erwähnt.
Die Bild Zeitung schrieb im Nachgang über den Event, der von 1.500 Gästen besucht und bezeichnete diesen als „schrill, bunt, verrückt und schillernd“. Die Münchner Abendzeitung zitierte die Schirmherrin Gloria Gray, die Ball eine „nie da gewesene Veranstaltung für alle“ nannte.

## Musiker
Voltage war von 2013 bis 2020 Live-Studio-Tour und Leadgitarrist bei der Band Pussy Sisster.
In dieser Zeit spielte er rund 200 Konzerte - darunter diverse Festivals (Baltic Open Air, Hexentanz Festival etc.) - unter anderem mit Bands wie Axxis, Bonfire, Doro, Helloween und Primal Fear.
Zuvor war er Gitarrist bei den Bands Apathy, Utopia und Ex Wifes's Skull. 2017 nahm Vince Voltage sein erstes Soloalbum auf.
Das Rock Hard Magazin bezeichnet Voltages Debütalbum „Hard Rock Survivor“ als „professionell produziertes und stark aufgemachtes Album“.

## Diskografie
mit Apathy
- burned beyond recognition

mit Ex Wife's Skull
- the ultimate frightmare[25]

mit Pussy Sisster
- 2015: Arrogance[26]

Solo
- 2017: Hard Rock Survivor

## Installationen (Auswahl)
Seit 2022 zeigt Voltage bei seinen Ausstellungen vermehrt Kunstinstallationen und Aktionskunst:

### Captain Klima (2022)
Voltage erschuf einen fiktiven Klimahelden names „Captain Klima“. Dieser überschüttete einen Teil von Voltages Ausstellung im Münchner Kesselhaus mit Tomatensoße.
Das Video verbreitete sich auf TikTok viral, wurde jedoch gelöscht, nachdem es von über 11 Millionen Menschen gesehen wurde. Voltage berichtete über dieses Ereignis etwa ein Jahr später im Podcast {ungescripted} von Ben Berndt.

### Die Saftschublade (2022)
Am 23. Dezember 2022 präsentierte Voltage erstmals neben Fotografien die Kunstinstallation „Die Saftschublade“.
Die Installation bestand aus einer Schublade, die in den Räumlichkeiten der Galerie Norbert Nieser aufgebaut und bis zum Rand mit Saft gefüllt war.

### Die Brezel im Klosett (2023)
Am 19. März 2023 präsentierte Voltage die Installation „Die Brezel im Klosett“.
Der dazugehörige Event fand in einer geheimen Location in Nürnberg statt und war ausschließlich geladenen Gästen zugänglich. Das signierte Kunstobjekt befindet sich mittlerweile im Besitz eines fränkischen Kunstsammlers.

### Remote controlled Lola (2023)

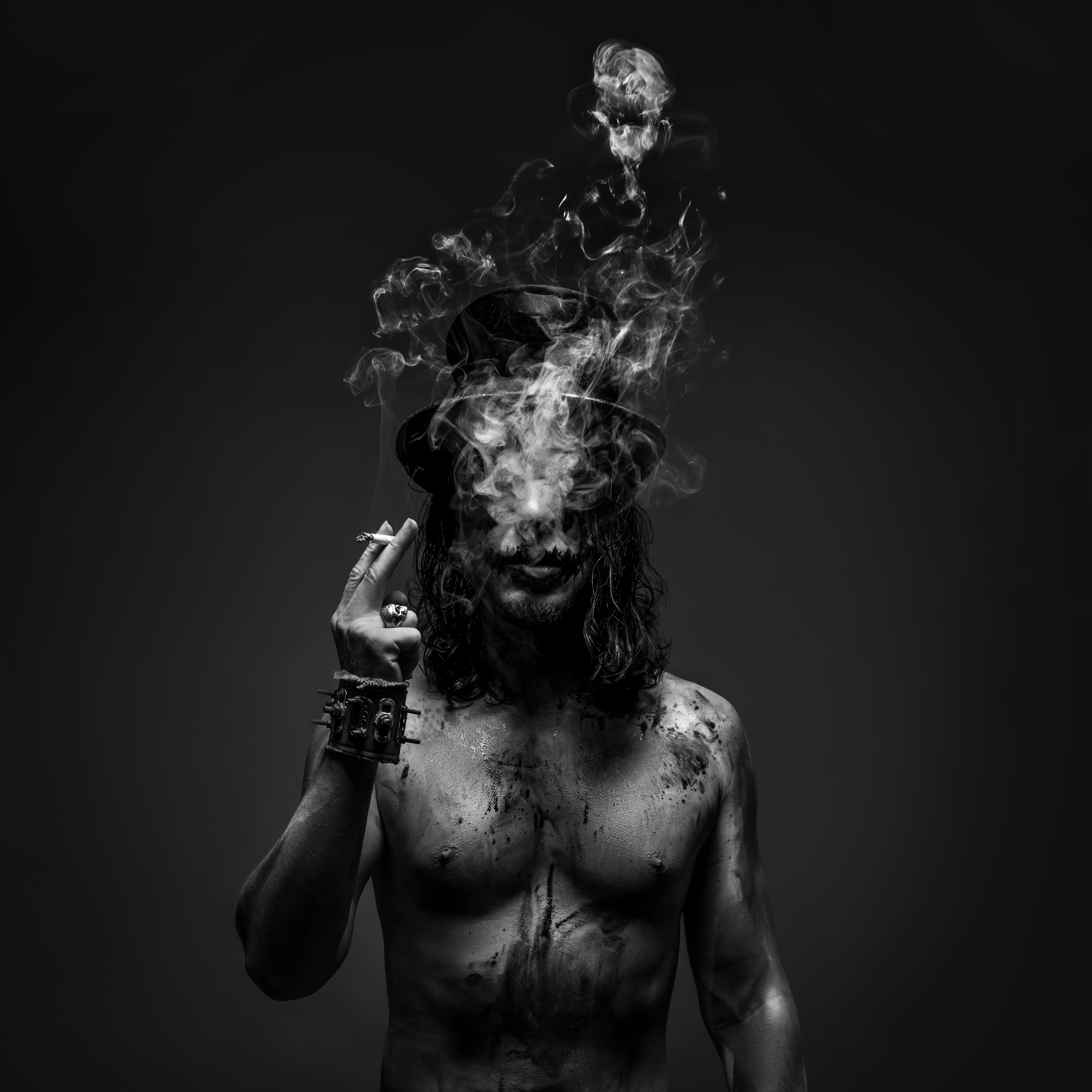
[rise and fall] Selbstportrait von Voltage

Am 19. März 2023 wurde „Die ferngesteuerte Lola“ uraufgeführt.
In dieser Installation sitzt Lola regungslos auf einem mit einer weißen Husse überzogenen Stuhl. Vor ihr befindet sich ein Knopf, der die Besucher einlädt, ihn zu drücken. Welche Wirkung der Knopf hat, bleibt von Voltage bewusst offen gelassen und sorgt für Spannung sowie spekulative Erwartungen beim Publikum.

### Le tour de fuck (2023)
„Le Tour de Fuck“ debütierte im April 2023 in der Schweiz.
Die Installation bestand aus einem auf einer Empore aufgebauten Fahrrad, das einen Mechanismus in Gang setzte. Direkt davor, in eindeutiger Position, befand sich Lola. Die Ausstellungsbesucher waren eingeladen, selbst in die Pedale zu treten und so die Interaktion auszulösen.
Nach zwei Stunden musste die Performance aufgrund eines Defekts an einem der Pedale abgebrochen werden.

### Der doppelte Voltage (2023)
Da Voltage am selben Tag zwei Ausstellungseröffnungen – in Zürich und Stuttgart – absolvieren musste, erschuf er einen nahezu perfekten Doppelgänger.
Unter dem Titel „Der doppelte Voltage“ besuchte der Doppelgänger die Vernissage in der Stuttgarter Galerie und gab sich für den gesamten Abend als Vince Voltage aus, den er überzeugend verkörperte.

### Sackschweiß des Künstlers (2023)
In der Münchner Motorworld präsentierte Voltage am 14. Oktober 2023 die Installation „Sackschweiß“ des Künstlers.
Das Werk bestand aus einem kleinen Fläschchen mit klarer Flüssigkeit, in der ein einzelnes Haar schwebte. Für Aufsehen sorgte eine Besucherin, die versuchte, den Inhalt der Flasche zu trinken, was zu einem Eklat führte.

### Lola sucks (2023)
Die Installation „Lola Sucks“ wurde im Rahmen des AVANTGARDISTA Artspace am Freitag, den 13. Oktober 2023, sowie am Samstag, den 14. Oktober 2023, in der Münchner Motorworld präsentiert.
In der Performance sitzt Lola auf einem mit einer weißen Husse bezogenen Stuhl und isst eine Wurst – langsam und genussvoll, während sie sich bewusst Zeit lässt und genüsslich daran nuckelt.

### Circle of Scheiß (2023)
In der Stuttgarter Galerie Nieser wird im Rahmen von Voltages Kunstschau „The New Abnormal“ erstmals eine sanitäre Installation des Künstlers präsentiert.

### Hundert Euro & Hundescheisse (2024)
Am 23. Januar 2024 um 23 Uhr verwandelte eine eBay-Auktion sprichwörtlich „Scheiße in Geld“.
Das Kunstwerk Hundescheiße und Hundert Euro wurde von einem anonymen bayerischen Kunstsammler ersteigert und gilt als Unikat. Es besteht aus einem originalen 100-Euro-Schein, der mit einem X-förmigen Muster aus Hundekot bestrichen wurde.
Das Werk wurde von Voltage am 14. Januar 2024 handsigniert.

### Das letzte Solo (2025)
Voltage verkündete im vierten Quartal 2024 offiziell das Ende der „Lola-Pentologie“.
Am 5. Januar 2025 wurde die finale Installation im Stuttgarter Proton Club präsentiert. Gegen 1 Uhr wurde dem überraschten Publikum abrupt die Musik abgedreht. Der DJ stoppte – und Lola betrat die Bühne mit einer Trompete, die sie an diesem Abend zum ersten Mal spielte.

## Ausstellungen
- Jan. – Feb. 2016 / Amtsgericht Stuttgart
- Nov. 2016 / Haus der Wirtschaft Stuttgart
- 20. Jul. – 30. Sep. 2017/ Alte Kanzlei Stuttgart
- 18. Nov. 2017 – 13. Jan. 2018 „veracity“ / Galerie Nieser, Stuttgart
- 26. Mai – 6. Jun 2018 „Fleisch Flesh Meat“ / Bunker Hill Galerie, Bunker an der Feldstraße, Hamburg[28]
- 21. Okt. – 17. Nov. 2018 „iron republic“ / Peters Wohnzimmer, Ludwigsburg
- 24. Nov. 2018 – 11. Jan. 2019 „digital art jesus“ / 20 years Galerie Nieser, Stuttgart
- 13. Jan. 2019 „#plssenddickpics“ / Delta, Essen
- 02. Feb. 2019 „obsession“ / Edelfettwerk, Hamburg[29]
- 25. – 29 Jul. 2019 „High Voltage“ / Vancouver Fetish Weekend, Vancouver, Kanada[30]
- 17. Aug. – 20. Sep. 2019 „RETOX“ / Galerie Nieser, Stuttgart[31]
- 19. Okt. 2019 Ausstellung im Rahmen der ARTMUC im Isarforum, München
- 08. – 10. Nov. 2019 „fuck art - let`s fuck“ / im Rahmen der Avantgardista, München[32]
- 14. Nov. 2019 „artificial downtown - the exhibition“ / Arcotel, Stuttgart
- 15. Nov. 2019 „passion“, Videoinstallation / Edelfettwerk, Hamburg
- 18. – 25. Jan. 2020 „Neujahrsempfang“. Gruppenausstellung / Galerie Nieser, Stuttgart[33]
- 29. Feb. 2020 „100% UNCENSORED“ Edelfettwerk, Hamburg
- 21. - 29. Mär. 2020 „Plattform11“ Dorotheenquartier / Lange Nacht der Museen, Stuttgart
- Jul. 2020 „100% UNCENSORED part II“ Wien
- 12. Jul - Nov. 2020 „under our skin“ pop up experience im OhJulia, Stuttgart
- Apr. - Mai 2020 „the rise & fall“ Galerie Nieser, Stuttgart
- 29. Aug. - 12. Sep. 2020 PLATTFORM 11 - pop up exhibition „art gallery outlet city“
- 13. Nov. - 19. Dez. 2020 - AVANTGARDISTA pop up store Schwanthalerhöhe, München
- 14. Jan. 2021 - „let them eat art“ mit JayTwo & Claus Rudolph, Galerie Nieser, Stuttgart
- 21. Jan. 2022 - LANGE NACHT DER MUSEEN - Banh-Mi & Bubbles, Stuttgart mit Glück, Jaytwo, Jeroo, Julia Schwickler, Orkan Tan, Sansan & Loest
- 03. Jun. - 6. Jun. 2022 „NEO DARK ART - part 1: the rise“ at Wave-Gotik-Treffen / Agra Gelände
- 03. Sept. 2022 „Midnight Creatures“ at Edelfettwerk, Hamburg[34]
- 21. - 23. Okt. 2022 „NEO DARK ART - part 2: black paradise“ at Kesselhaus, München
- 10. Nov. 2022 „PSYCHO VOLTAGE“ at KitKatClub, Berlin
- 23. Dez. 2022 „RAW LOVE“ Buch Release at Galerie Nieser, Stuttgart
- 04. Jan. - 14. Jan. 2023 „ART WEEK“ at Galerie Nieser, Stuttgart
- 18. März 2023 „DRESSCODE: NAKED“ at Exxotic studios Nuremberg (guestlist only)
- 21. - 22. April 2023 „le tour de fuck“ at Komplex 457, Zürich
- 21. April - 21. Jun. 2023 „AI will kill us all“ at Galerie Nieser, Stuttgart
- 10. Jun. 2023 „remote Lola“ at SubRosaDictum Kesselhaus, München
- 12. Aug. 2023 „waving exhibition“ FUCK HARDER - LIVE LONGER feat. the army of kink at LoveMobile - Street Parade, Zürich
- 27. August 2023 „Voltage unleashed: kink in the concrete jungle“ Nagoya, Japan
- 02. Sept. 2023 „Voltage unleashed: kink in the concrete jungle“ at Department H, Tokyo, Japan
- 14. Okt. 2023 group exhibition at Motorworld, München
- 20. Okt. 2023 „the new abnormal“ at Galerie Nieser, Stuttgart
- 11. Nov. 2023 „excess all areas“ at Torture Garden, Globe Theatre, Los Angeles, USA
- 18. Nov. 2023 „suck my wiener“ at Ottakringer Platz 1, Wien
- 27. Jan. 2024 „Choo Choo MTHRFCKR“ at „ein unverschämter Zug“ (Abfahrt Stuttgart Hauptbahnhof)
- 24. Feb. 2024 „Midnight Creatures vol. 2“ at Edelfettwerk Hamburg
- 7. März 2024 group exhibition with Alex Nero Photo, Gili Shani, Lilith Terra, Felix Scheinberger, Andrew Tarusov, Cameron Stewart, Sebastians Laboratory, Daniel Harms, Mika Lang, Pixel Popp, July Space, Maxim Photography, Morph.Arts, Beha Art Photography at Pandora Galerie - Fetishnale Berlin-Kreuzberg
- 6. April 2024 "[taˈbuː]" release event in Nürnberg (secret location - guestlist only)
- 10. August 2024 - LOVE MOBILE „fifty shades of pink“ at Street Parade, Zurich, Schweiz
- 26. Oktober 2024 "Voltage Couture - where fashion meets art - dare to wear" at Venus Berlin, Berlin Messegelände
- 6. Dezember 2024 group exhibition at Pandora Galerie - Fetishnale Berlin-Kreuzberg
- 5. Januar 2025 "Das letzte Solo" at Proton Stuttgart
- 14. Februar 2025 "Roses & Love" at Deutsches Theater, München

## Bildbände
- „I“ artworks book (Eigenverlag, 2017)
- „SEX,ART & ROCK 'N' ROLL“ (Eigenverlag, 2018)
- „100% UNCENSORED“ (Eigenverlag, 2020)
- „RAW LOVE“ (U-Line Verlag, 2022)[35]
- „VAI black series vol.1“ (limitierte Edition, 2023)
- „VAI pink series vol.1“ (limitierte Edition, 2023)
- „[taˈbuː]“ (U-Line Verlag, 2024)

## Bücher
- "Bis ganz nach oben - Die Kunst des Aufstiegs" (Dark Spark Media, 2025)

## Belege
1. ↑  Plattform11. In: facebook.com. Abgerufen am 29. Juli 2019.
2. ↑  STORiES by ARCOTEL Frühling 2020. In: issuu.com. 7. Oktober 2019, abgerufen am 26. September 2023 (englisch).
3. 1 2  Uwe Bogen: Bizarre Kunstschau in Stuttgart: Wenn Erotik-Models aus den Bildern steigen. In: stuttgarter-zeitung.de. 19. August 2019, abgerufen am 26. August 2019.
4. ↑  14.05.2022 - Orkus!-Veranstaltungstipp: Neo Dark Art auf dem WGT (Memento vom 1. Juli 2022 im Internet Archive)
5. ↑  Julia Berghoff: Plattform 11 – Pop-up Galerie in der Outletcity Metzingen. In: KuneOnline. 20. September 2020, abgerufen am 15. Januar 2024.
6. ↑  MIDNITE CREATURES Ausstellung (Memento vom 1. August 2022 im Internet Archive)
7. ↑  Stephanie: RAW: Kinky Fotografie - Vince Voltage entfesselt deine wildesten Fantasien! In: threewords-magazin.de. 6. Juni 2023, abgerufen am 18. September 2023.
8. ↑  Kinkd Mag Alternative Creative Edgy Fetish. In: magcloud.com. Abgerufen am 15. November 2023 (amerikanisches Englisch).
9. ↑  Ausstellung » Vince Voltage - Nolan Night (Memento vom 14. November 2023 im Internet Archive)
10. ↑  『９／２（土） デパートメントH 2099』. In: ameblo.jp. Abgerufen am 6. Oktober 2023 (japanisch).
11. ↑  Konstantin Marrach: Fetisch-Kunst: Amis ganz wild auf diesen deutschen Skandal-Fotografen. In: bild.de. 11. Dezember 2023, abgerufen am 15. Dezember 2023.
12. ↑  Midnight Creature Ausstellung. In: hamburg.de. Abgerufen am 21. Dezember 2023.
13. ↑  tabu | Vince Voltage. In: shop.marquis-magazine.com. Abgerufen am 9. Januar 2024.
14. ↑  Traveller: 1 million people Swiss Street Parade 2024 full live coverage August 10th Lake Zurich. In: youtube.com. 14. August 2024, abgerufen am 15. August 2024.
15. ↑  ARTE Concert: ZURICH STREET PARADE | LIVE | w/ Vintage Culture, Ilario Alicante, Andrea Oliva... – ARTE Concert. 10. August 2024, abgerufen am 15. August 2024.
16. ↑  VENUS Programm 2024. In: venus-berlin.com. Abgerufen am 1. November 2024.
17. ↑  Claudia Zinn-Zinnenburg: VINCE VOLTAGE im Photo-Art. In: orkus1.com. 26. November 2024, abgerufen am 21. Dezember 2024.
18. ↑  Claudia Zinn-Zinnenburg: VINCE VOLTAGE im Photo-Art. In: Orkus1.com. 26. November 2024, abgerufen am 20. Februar 2025 (deutsch).
19. ↑  Roses & Love: Am Valentinstag feiern und Gutes tun - Jetzt Tickets gewinnen. In: abendzeitung-muenchen.de. 20. Dezember 2024, abgerufen am 21. Dezember 2024.
20. ↑  Gloria Gray und Giulia Siegel feiern „Roses & Love Ball“ in München. 16. Februar 2025, abgerufen am 20. Februar 2025.
21. ↑  Daniela Schwan: Münchner VIP-Party zum Valentinstag: So haben Promis den 'Roses and Love Ball' gefeiert. 16. Februar 2025, abgerufen am 20. Februar 2025.
22. ↑  Haigerloch: Doro Pesch kommt zum Motorradtreffen nach Gruol. In: schwarzwaelder-bote.de. Abgerufen am 15. November 2023.
23. ↑  Django: Voltage bei Ex Wife's Skull. In: stormbringer.at. Abgerufen am 16. November 2023.
24. ↑  Hard Rock Survivor. In: rockhard.de. Abgerufen am 15. November 2023.
25. ↑  EX WIFE´S SKULL - RockHard. In: rockhard.de. Abgerufen am 15. November 2023.
26. ↑  Kritik zu Pussy Sisster Arrogance. In: metal-hammer.de. 12. November 2015, abgerufen am 15. November 2023.
27. ↑  Im Kopf eines Extremkünstlers - Vince Voltage {ungeskriptet} #65 }werk=YouTube.com. Abgerufen am 26. September 2023.
28. ↑  Hilldegarden. In: hillegarden.de. Abgerufen am 29. Juli 2019.
29. ↑  Vince Voltage – Obsession The Club. Abgerufen am 29. Juli 2019 (englisch).
30. ↑  admin: Vancouver Fetish Weekend. 22. März 2015, abgerufen am 8. August 2019 (kanadisches Englisch).
31. ↑  Galerie Norbert Nieser – Fotokunst aus Stuttgart. Abgerufen am 19. August 2019.
32. ↑  Vince Voltage. In: AVANTGARDISTA. 28. Oktober 2019, abgerufen am 27. Januar 2020.
33. ↑  Einladung Vernissage Galerie Nieser. Abgerufen am 27. Januar 2020.
34. ↑  Midnight Creatures. In: Hamburg.de. 1. August 2019, abgerufen am 1. August 2020.
35. ↑  Raw Love | Vince Voltage. Abgerufen am 19. November 2022.

| Personendaten    | Personendaten                      |
| ---------------- | ---------------------------------- |
| NAME             | Voltage, Vince                     |
| KURZBESCHREIBUNG | deutscher Fotokünstler und Musiker |
| GEBURTSDATUM     | 20. Jahrhundert                    |